# Культурна екологія
Культурна екологія — це вивчення адаптації людини до соціального та фізичного середовища. Адаптація людини стосується як біологічних, так і культурних процесів, які дають змогу населенню виживати та розмножуватися в певному або мінливому середовищі. Це може здійснюватися діахронно (вивчення сутностей, що існували в різні епохи), або синхронно (вивчення сучасної системи та її компонентів). Основним аргументом є те, що природне середовище, в малих масштабах або існуючих суспільствах, що частково залежать від нього, є головним фактором соціальної організації та інших людських установ. В академічній царині, в поєднанні з вивченням політичної економії, вивченням економік як державних політик, це стає політичною екологією, іншим академічним підполем. Це також допомагає визначити такі історичні події, як синдром острова Пасхи.

## Історія
Антрополог Джуліан Стюард (1902—1972) створив цей термін, передбачаючи культурну екологію як методологію для розуміння того, як люди пристосовуються до такого різноманітного середовища. У роботі « Теорія змін культури: Методологія багатолінійної еволюції» (1955) культурна екологія представляє «способи, якими зміни культури викликаються пристосуванням до навколишнього середовища». Ключовим моментом є те, що будь-яка конкретна адаптація людини частково успадковується історично і включає технології, практики та знання, що дозволяють людям жити в навколишньому середовищі. Це означає, що, хоча навколишнє середовище впливає на характер адаптації людини, воно не визначає його. Таким чином, Стюард мудро відокремив примхи навколишнього середовища від внутрішньої роботи культури, що займала дане середовище. Якщо розглядати їх у довгостроковій перспективі, це означає, що навколишнє середовище та культура перебувають у більш-менш окремих еволюційних шляхах, і що здатність одного впливати на іншого залежить від структури їхніх структур. Саме це твердження — що фізичне та біологічне середовище впливає на культуру — виявилось суперечливим, оскільки воно передбачає елемент екологічного детермінізму над людськими діями, що деяким соціологічним експертам здається проблематичним, особливо тим, хто пише з марксистської точки зору. Культурна екологія визнає, що екологічний регіон відіграє важливу роль у формуванні культур регіону.
Методом Стюарда було:
1. Документування технології та методи, що використовуються для експлуатації навколишнього середовища, щоб заробляти на життя.
2. Погляд на моделі поведінки / культури людини, пов'язані з використанням навколишнього середовища.
3. Оцінка наскільки ці моделі поведінки вплинули на інші аспекти культури (наприклад, як у схильному до посухи регіоні велике занепокоєння з приводу кількості опадів означало, що це стало центральним для повсякденного життя та призвело до розвитку релігійної системи вірувань, при якій кількість опадів і вода фігурувала дуже сильно. Ця система вірувань може не з'являтися в суспільстві, де хороші опади для сільськогосподарських культур можна сприймати як належне, або де практикується зрошення).

Концепція культурної екології Стюарда набула широкого розповсюдження серед антропологів та археологів середини 20 століття, хоча згодом їх критикували за екологічний детермінізм. Культурна екологія була одним із центральних принципів та рушійних факторів у розвитку процесуальної археології в 1960-х роках, оскільки археологи розуміли культурні зміни в рамках технологій та їх впливу на адаптацію до навколишнього середовища.

## В антропології
Культурна екологія, розроблена Стюардом, є основною субдисципліною антропології. Він походить від праці Франца Боаса і розгалужений, щоб охопити низку аспектів людського суспільства, зокрема розподіл багатства та влади в суспільстві, і те, як це впливає на таку поведінку, як накопичення чи обдарування (наприклад, традиція потлач на північно-західному північноамериканському узбережжі).

## Як трансдисциплінарний проект
Концепція культурної екології 2000-х років є загальною теорією, яка розглядає екологію як парадигму не лише природничих та гуманітарних наук, а й культурологічних досліджень. У «Екологія знань» Пітер Фінке пояснює, що ця теорія об'єднує різні культури знань, що еволюціонували в історії і які були розділені на все більше і більше спеціалізованих дисциплін і субдисциплін в еволюції сучасного наук (Фінке 2005). З цієї точки зору, культурна екологія розглядає сферу людської культури не настільки відокремленою, а взаємозалежною і переливається екологічними процесами та природними енергетичними циклами. Водночас вона визнає відносну самостійність та саморефлексивну динаміку культурних процесів. Оскільки залежність культури від природи та невикорінна присутність природи в культурі набувають міждисциплінарної уваги, різниця між культурною еволюцією та природною еволюцією дедалі більше визнається культурними екологами. Замість генетичних законів, інформація та спілкування стали головними рушійними силами культурної еволюції (див. Фінке 2006, 2007). Отже, причинно-наслідкові детерміновані закони не поширюються на культуру в суворому сенсі, але тим не менше існують продуктивні аналогії, які можна провести між екологічними та культурними процесами.
Грегорі Бейтсон був першим, хто провів подібні аналогії у своєму проекті «Екологія розуму» (Бейтсон, 1973), який базувався на загальних принципах складних динамічних життєвих процесів, наприклад, на концепції циклів зворотного зв'язку, які, на його думку, працювали як між розумом і світ, і всередині самого розуму. Бейтсон мислить розум ні як автономну метафізичну силу, ні як просто неврологічну функцію мозку, а як «деіерархізовану концепцію взаємної залежності між (людським) організмом та його (природним) середовищем, суб'єктом та об'єктом, культурою та природа», а отже, як «синонім кібернетичної системи інформаційних ланцюгів, що мають значення для виживання виду». (Gersdorf / Mayer 2005: 9).
Фінке поєднує ці ідеї з концепціями теорії систем. Він описує різні секції та підсистеми суспільства як «культурні екосистеми» із власними процесами виробництва, споживання та зменшення енергії (фізичної, а також психічної енергії). Це також стосується культурних екосистем мистецтва та літератури, які слідують власним внутрішнім силам відбору та самовідновлення, але також виконують важливу функцію в культурній системі в цілому.

## У літературознавстві
Взаємозв'язок між культурою та природою був особливим напрямком літературної культури з її архаїчного початку в міфах, ритуалах та усній розповіді, у легендах та казках, у жанрах скотарської літератури, поезії про природу. Важливі тексти в цій традиції включають в історію взаємних перетворень між людиною і нелюдською життям, найбільш добре, зібраної в Овідія «Метаморфози», яка стала вельми впливовим текстом по всій історії літератури і в різних культурах. Ця увага до взаємодії культури і природи стала особливо помітною в епоху романтизму, але продовжує бути характерною для літературних інсценізацій людського досвіду аж до сьогодення.
Взаємне відкриття та символічне поєднання культури і природи, розуму і тіла, людського та нелюдського життя цілісним і в той же час кардинально плюралістичним чином представляється одним із значущих способів функціонування літератури і створення літературних знань. З цієї точки зору, саму літературу можна охарактеризувати як символічний засіб особливо могутньої форми «культурної екології» (Zapf 2002). Літературні тексти інсценізували та досліджували у все нових сценаріях складний взаємозв'язок панівних культурних систем із потребами та проявами людської та нелюдської «природи». З цього парадоксального акту творчої регресії вони вивели свою специфічну силу інновацій та культурного самооновленням.
Німецький екокритик Губерт Цапф стверджує, що література черпає свій когнітивний та творчий потенціал із потрійної динаміки у своєму відношенні до більшої культурної системи: як «культурно-критичний метадискурс», «образний контрдискурс» і «реінтеграційний міждискурс» (Zapf 2001, 2002). Це текстова форма, яка руйнує закостенілі соціальні структури та ідеології, символічно розширює можливості маргіналів та відновлює те, що культурно відокремлено. Таким чином, література протидіє економічним, політичним чи прагматичним формам інтерпретації та інструменталізації людського життя та руйнує одновимірні погляди на світ та себе, відкриваючи їх для своїх репресованих чи виключених. Отже, література, з одного боку, є сенсорієм для того, що піде не так у суспільстві, для біофобних, паралізуючих життя наслідків однобічних форм свідомості та цивілізаційної одноманітності, а з іншого боку, вона є середовищем постійне культурне самообновлення, в якому нехтувані біофільні енергії можуть знайти символічний простір вираження та (повторної) інтеграції у більшу екологію культурних дискурсів. Цей підхід застосували та розширили в обсягах нарисів вчені з усього світу (ред. Zapf 2008, 2016), а також у нещодавній монографії (Zapf 2016).

## В географії
В географії культурна екологія розвивалася у відповідь на підхід «морфології ландшафту» Карла О. Зауера. Школу Зауера дорікали за ненауковість, а згодом за дотримання «переопрацьованої» або «суперорганічної» концепції культури. Культурна екологія застосувала ідеї екології та теорії систем для розуміння адаптації людей до навколишнього середовища. Ці культурні екологи зосереджувались на потоках енергії та матеріалів, вивчаючи, як вірування та установи в культурі регулювали її взаємозв'язки з природною екологією, яка її оточувала. У цій перспективі люди були такою ж частиною екології, як і будь-який інший організм. До важливих практиків цієї форми культурної екології належать Карл Бутцер та Девід Стоддарт.
Друга форма культурної екології запровадила теорію прийняття рішень з аграрної економіки, особливо натхненну роботами Олександра Чаянова та Естер Босеруп. Ці культурні екологи були стурбовані тим, як людські групи приймали рішення про те, як вони використовують своє природне середовище. Їх особливо хвилювало питання інтенсифікації сільського господарства, вдосконалення конкуруючих моделей Томаса Мальтуса та Бозерупа. До відомих культурних екологів цієї другої традиції належать Гарольд Брукфілд та Біллі Лі Тернер II . Починаючи з 1980-х років, культурна екологія зазнала критики з боку політичної екології. Політологи стверджували, що культурна екологія ігнорує зв'язок між локальними системами, які вони вивчали, та світовою політичною економією. На сьогоднішній день мало хто з географів самоідентифікується як культурний еколог, але ідеї культурної екології були прийняті та розвинені політичною екологією, наукою про зміни земель та наукою про стійкість.

## Концептуальні погляди

### Людський вид
Книги про культуру та екологію почали з'являтися в 1950–1960-х роках. Одним із перших у Великій Британії був опублікований зоолог Ентоні Барнетт «Людські види». Він вийшов у 1950 році з підзаголовком «Біологія людини», але стосувався набагато вужчого підмножини тем. У ньому розглядалися культурні особливості деяких видатних галузей екологічних знань про здоров'я та хвороби, харчування, розміри та якість людської популяції, а також різноманітність типів людей та їх здібностей. Думка Барнетта полягала в тому, що вибрані ним області інформації «…. це всі теми, знання яких є не тільки бажаними, але і необхідними для дорослого двадцятого століття». Далі він вказав на деякі концепції, що лежать в основі людської екології, щодо соціальних проблем, з якими стикалися його читачі в 1950-х роках, а також на твердження про те, що людська природа не може змінитися, що може означати це твердження та чи воно відповідає дійсності. У третьому розділі детальніше розглядаються деякі аспекти генетики людини.
Далі йдуть п'ять розділів про еволюцію людини та відмінності між групами чоловіків (або рас) та між окремими чоловіками та жінками сьогодні щодо зростання чисельності населення (тема «людського різноманіття»). Нарешті, є ряд розділів, присвячених різним аспектам людської популяції (тема «життя і смерть»). Як і інші тварини, людина повинна, щоб вижити, подолати небезпеку голоду та інфекцій; в той же час він повинен бути родючим. Отже, чотири розділи стосуються їжі, хвороб та зростання та зменшення людської популяції.
Барнетт передбачав, що його особисту схему можуть критикувати на тій підставі, що вона не враховує тих характеристик людини, які найбільш чітко і різко відрізняють людство від інших тварин. Тобто, сенс може бути виражений, кажучи, що поведінка людини ігнорується; або хтось може сказати, що людська психологія залишилась осторонь, або що не враховується людський розум. Він виправдав свою обмежену точку зору не тому, що мало того, що було залишено поза увагою, а тому, що пропущені теми були настільки важливими, що кожному потрібна була книга подібного розміру навіть для підсумкового звіту. Іншими словами, автор був вбудований у світ академічних фахівців, і тому дещо стурбований тим, щоб взяти частковий концептуальний та своєрідний погляд на зоологію Homo sapiens.

### Екологія
У Північній Америці також почалися кроки щодо вироблення рецептів щодо пристосування людської культури до екологічних реалій. У своїй лекції Кондона в Університеті Орегона в 1957 році Пол Сірс під назвою «Екологія людини» він приділив «серйозну увагу екології людини» і вимагав «її вмілого застосування до людських справ». Сірс був одним з небагатьох видатних екологів, який успішно писав для популярної аудиторії. Сірс документує помилки, які допускали американські фермери, створюючи умови, що призвели до катастрофічного «Пилового казану». Ця книга дала імпульс руху щодо збереження ґрунту в Сполучених Штатах.

### Вплив на природу
У цей же час вийшов «Вплив людини на природу» Дж. А. Лаувері, який був частиною серії «Взаємозалежність у природі», опублікованої в 1969 році. Як книги Рассела, так і Лоуеріса стосувались культурної екології, хоча і не були названі як такі. Люди все ще відчували труднощі, щоб утекти від своїх ярликів. Навіть Початки та помилки, створені в 1970 році зоологом- поліматологом Ланселотом Хогбеном з підзаголовком До початку науки, трималися антропології як традиційного орієнтира. Однак його нахил чітко дає зрозуміти, що «культурна екологія» була б більш слушною назвою для висвітлення його широкого опису того, як ранні суспільства адаптувались до навколишнього середовища за допомогою інструментів, технологій та соціальних груп. У 1973 році фізик Джейкоб Броновскі створив «Сходження людини», де узагальнив чудову тринадцять частин телевізійних серіалів Бі-Бі-Сі про всі способи формування людьми Землі та її майбутнього.

### Зміна Землі
До 1980-х років переважав еколого-функціональний погляд людини. Це стало звичайним способом представити наукові концепції в екологічній перспективі людських тварин, що домінують у перенаселеному світі, з практичною метою створення екологічної культури. Прикладом цього є книга І. Г. Сіммонса «Зміна обличчя Землі» з її підказкою «Культура, історія навколишнього середовища», опублікована в 1989 році. Сіммонс був географом, і його книга була даниною впливу відредагованої колекції В. Л. Томаса, Ролі людини у фільмі «Зміна обличчя Землі», що вийшов у 1956 році
Книга Сіммонса була однією з багатьох міждисциплінарних публікацій про культуру / навколишнє середовище 1970-х і 1980-х років, яка спричинила кризу в географії щодо її тематики, академічних підрозділів та меж. Це було вирішено офіційним прийняттям концептуальних рамок як підходу, що сприяє організації досліджень та викладання, що перетинає старі предметні розділи. Культурна екологія насправді є концептуальною ареною, яка за останні шість десятиліть дозволила соціологам, фізикам, зоологам та географам увійти в спільний інтелектуальний ґрунт із-за меж своїх спеціалізованих предметів.

### 21 століття
У першому десятилітті 21 століття існують публікації, присвячені способам, завдяки яким люди можуть розвинути більш прийнятні культурні стосунки з навколишнім середовищем. Прикладом є сакральна екологія, підтема культурної екології, вироблена Фікретом Беркесом у 1999 році. Він шукає уроки традиційного способу життя в Північній Канаді, щоб сформувати нове сприйняття навколишнього середовища для мешканців міст. Ця особлива концептуалізація людей та навколишнього середовища походить від різних культурних рівнів місцевих знань про види та місця, систем управління ресурсами з використанням місцевого досвіду, соціальних інституцій з їх правилами та кодексами поведінки та світогляду через релігію, етику та широко визначені системи переконань.
Незважаючи на розбіжності в інформаційних концепціях, усі публікації несуть повідомлення про те, що культура є рівновагою між мисленням, присвяченим експлуатації природних ресурсів, і тим, що їх зберігає. Мабуть, найкращою моделлю культурної екології в цьому контексті є, як це не парадоксально, невідповідність культури та екології, що сталася, коли європейці придушили віковічні корінні методи землекористування та намагалися поселити європейські культури землеробства на ґрунтах, явно не здатних їх підтримувати. . Існує сакральна екологія, пов'язана з екологічною свідомістю, і завдання культурної екології полягає у тому, щоб надихнути жителів міст розвивати більш прийнятні стійкі культурні стосунки з навколишнім середовищем, яке їх підтримує.